# Estádio Municipal João Lamego Netto
Estádio Municipal João Lamego Netto zwany także Ipatingão – wielofunkcyjny stadion używany głównie przez piłkarzy nożnych w Ipatinga, Minas Gerais, Brazylia, na którym swoje mecze rozgrywa klub Ipatinga Futebol Clube.
Nazwa stadionu najpierw została nadana ku pamięci Epaminondasa Mendesa Brity, który był inżynierem odpowiedzialnym za budowę. Brito zmarł krótko przed inauguracją. W 2011 stadion został nazwany imieniem byłego burmistrza Ipatinga João Lamego Netto.
Pierwszą bramkę na Ipatingão zdobył zawodnik Cruzeiro, Eudes.

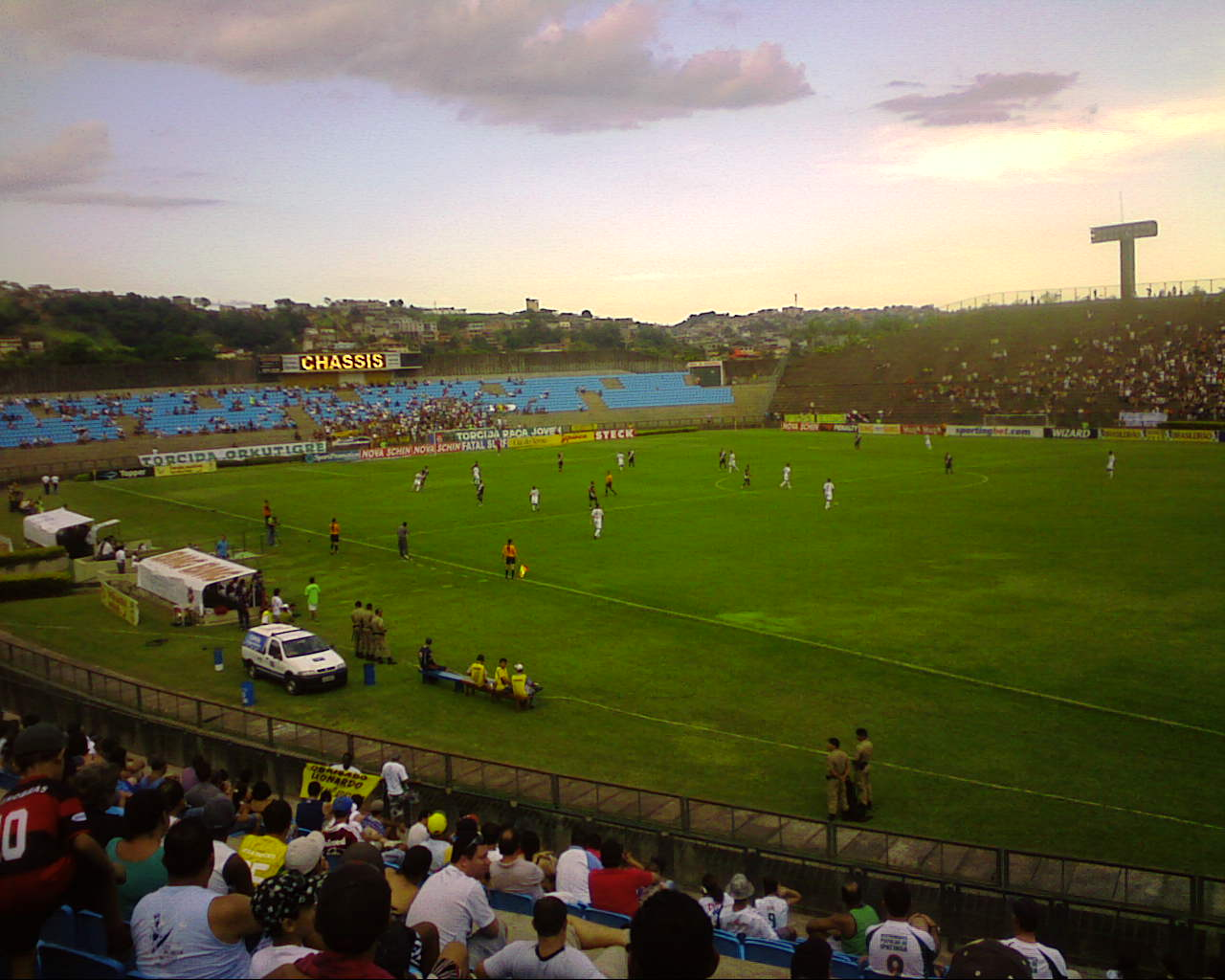
Wnętrze stadionu
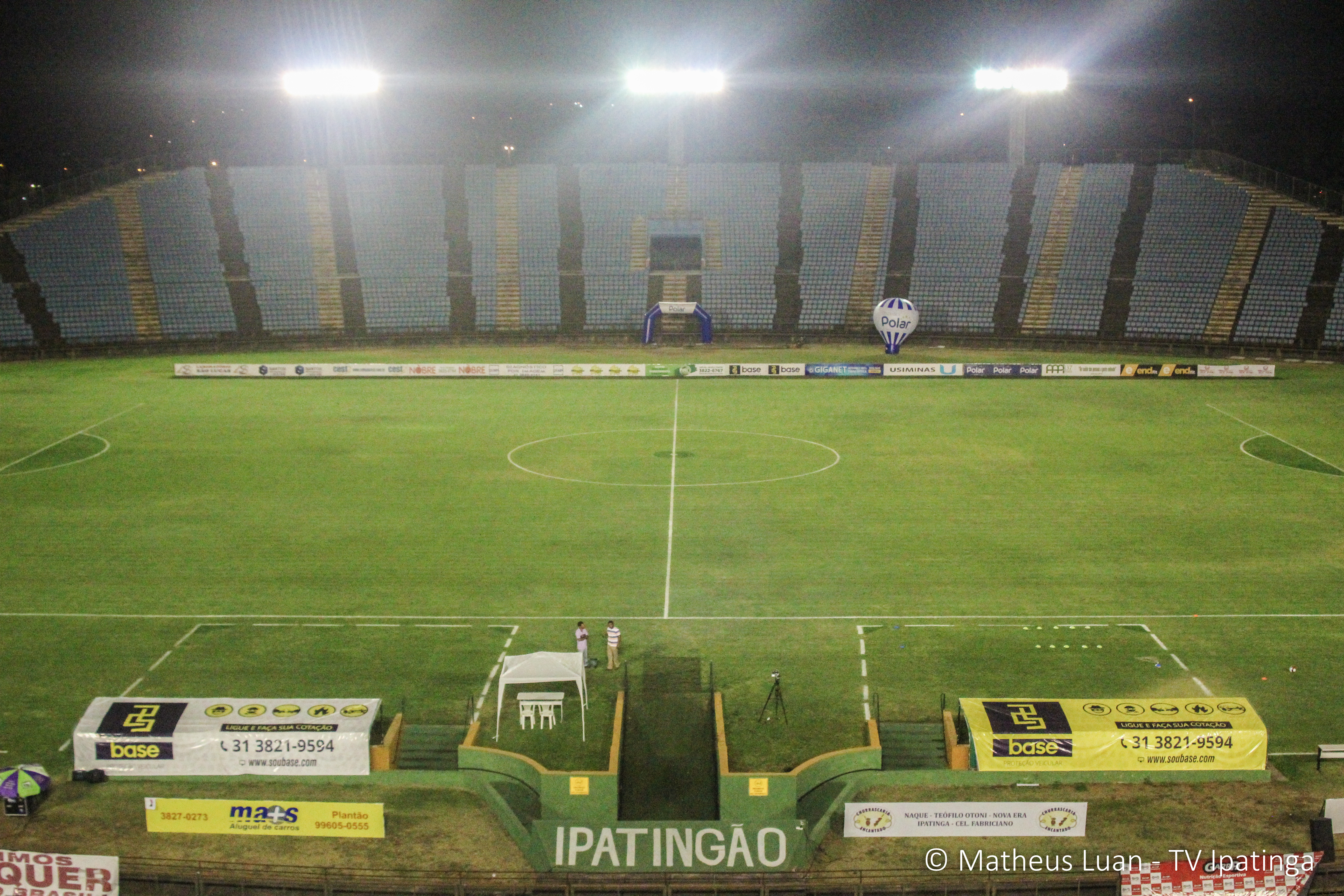
Vue nocturne